# Kitty Kitty
Kitty Kitty è un singolo della cantante italiana Rose Villain, pubblicato il 7 aprile 2017.

## Tracce
Testi di Andrea Ferrara, Rosa Luini, musiche di Andrea Ferrara.
1. Kitty Kitty – 2:55

## Video
Del brano musicale è stato realizzato anche un videoclip, pubblicato il 31 marzo 2017, ambientato di notte. Il video è stato diretto da Mirko De Angelis e ideato dalla stessa cantautrice.